# Mathieu Grosch
Mathieu Jean Hubert Grosch (Eupen, 14 september 1950) is een Belgisch voormalig politicus van de Duitstalige Gemeenschap.

## Levensloop
Mathieu Grosch studeerde Germaanse talen aan de Université de Liège. Na zijn studies werkte hij als leerkracht Engels en Duits en van 1981 tot 1984 werkte hij als adviseur op het kabinet van premier Wilfried Martens. Daarna was hij van 1984 tot 1986 werkzaam op het kabinet van Duitstalig gemeenschapsminister Joseph Maraite. Van 1986 tot 1990 was hij minister van Jeugd, Sport, Volwassenenonderwijs en Sociale Aangelegenheden in de Duitstalige Gemeenschapsregering.
In 1986 werd hij lid van het nationaal bureau van de CSP en in 1994 eveneens eveneens van het bureau van de Europese Volkspartij. Van 2004 tot 2010 was hij de partijvoorzitter van de CSP.
Van 1985 tot 1986 zetelde hij als provincieraadslid van Luik, waarna hij van 1986 tot 1995 in het Raad van de Duitstalige Gemeenschap zetelde. Van 1990 tot 1994 was hij voorzitter van dit parlement. Vervolgens zetelde hij van 1994 tot 2014 in het Europees Parlement. Van 1991 tot 2012 was Grosch eveneens burgemeester van Kelmis, waar hij eerder van 1988 tot 1991 schepen was.

### Na de politiek
Sinds 2014 werkt hij als coördinator op transportvlak voor de Europese Commissie.
Van 2015 tot 2021 was hij voorzitter van de Alliance of European Logistics, een alliantie van multinationals als chemieconcern BASF en logistieke dienstverleners Kuehne + Nagel, Deutsche Post DHL, CEVA Logistics en een aantal andere bedrijven die het reglementair kader voor logistiek beleid wil verbeteren.
Sinds 2021 is hij coördinator en voorzitter van het Europese project Euro Carex, dat diverse Europese hoofdsteden per hst-vrachttrein met elkaar wilt verbinden.
Hij is of was lid van de Robert Schuman Foundation en bestuurder van Liege Airport.
Hij is gehuwd en vader van drie kinderen.